# شهرستان بایماکسکی
شهرستان بایماکسکی (به لاتین: Baymaksky District) یک شهرستان در روسیه است که در باشقیرستان واقع شده‌است.